# ألبرت س. بوستويك جونيور
ألبرت س. بوستويك جونيور (بالإنجليزية: Albert C. Bostwick, Jr.)‏ هو فارس أمريكي، ولد في 1 أبريل 1901 في مانهاتن في الولايات المتحدة، وتوفي في 26 سبتمبر 1980 في أولد وستباري في الولايات المتحدة.